# Ртуть Алоэ XXI (видео)
Ртуть Алоэ XXI — первое концертное видео группы «Мумий Тролль», изданное 1 марта 2002 года. Фильм снят на концерте в Москве 3 апреля 2001 года. Это был последний концерт тура в поддержку альбома «Точно Ртуть Алоэ».

## Участники
- Илья Лагутенко — вокал, автор песен
- Евгений «Сдвиг» Звидённый — бас-гитара
- Олег Пунгин — ударные
- Юрий Цалер — гитары
- Станислав Цалер — клавишные
- Александр Мартисов, Владимир Овчинников — звукоинженеры
- Леонид Бурлаков — директор концерта
- Запись — мобильная студия «Видеофильм» и Владимир Овчинников
- Обложка — Василий Смирнов

## Содержание
1. Интро
2. Случайности
3. Шамаманы
4. Не Очень
5. Инопланетный Гость
6. Сиамские Сердца
7. Ранетка
8. Невеста?
9. Без Обмана
10. Кот Кота
11. Не Звезда
12. Девочка
13. Моя Певица
14. Попурри
15. Карнавала. Нет

## Критика
По мнению критиков этот концерт группы стал «обыкновенным» и разочаровал отсутствием драйва как в привычных и сыгранных на автомате аранжировках песен, так и в новых почти неузнаваемых. Однако, инструментальный «мост» в песне «Жабры», впечатляющее вступление песни «Карнавала нет», хит «Малыш», и попурри были отмечены свежестью звучания.